# Digital Project
Digital Project est un logiciel d'architecture édité par la société américaine Gehry Technologies, une société informatique détenue par Frank Gehry. Le Logiciel est basé sur CATIA V5 de Dassault Systèmes
Digital Project, ajoute à CATIA, logiciel plutôt destiné à l'industrie, une interface dédiée à la conception architecturale.
Frank Gehry, architecte américano-canadien, auteur du fameux Musée Guggenheim de Bilbao, a conçu la plupart de ses réalisations depuis 1995, sur le logiciel CATIA de Dassault Systèmes.
Par la suite, il a l'idée de développer son propre logiciel, Digital Project,  basé sur CATIA
Digital Project a notamment servi dans la réalisation du Stade national de Pékin et de la Fondation d'entreprise Louis Vuitton.